# Dezső Tamás (asszirológus)
Dezső Tamás (Budapest, 1962. október 11. –) történész, asszirológus, habilitált egyetemi docens, az ELTE Bölcsészettudományi Karának dékánja 2006-tól 2015-ig.

## Életpályája
Középiskolai tanulmányait az érdi Vörösmarty Gimnáziumban végezte, 1982-ben nyert felvételt az ELTE Bölcsészettudományi Karára, magyar-történelem szakpárra. A mesterfokozat megszerzése után 1997-ben történettudományokból PhD-fokozatot szerzett. 2001-től egyetemi docens az ELTE BTK Hebraisztika és Assziriológia Tanszékén, intézetigazgató-helyettes, majd Manherz Károly dékán kutatási dékánhelyettese. Főként assziriológiával foglalkozik.

## Dékánként
Miután Manherz Károlyt 2006 nyarán Hiller István oktatási miniszter felsőoktatási államtitkári pozíció betöltésére kérte fel, a kar vezetését Dezső Tamás vette át, átmeneti jelleggel megbízott dékánként. 2007-ben az ELTE BTK Kari Tanácsa egyhangúlag megválasztotta a kar dékánjának, ezáltal ő lett Magyarország legfiatalabb dékánja. Dékáni programja keretében folytatta elődje munkáját, az ELTE BTK rossz állapotban lévő Ajtósi Dürer sori campusának felszámolását. Dékánsága alatt a korábban ott székelő Angol-Amerikai és Germanisztikai Intézeteket a BTK közös épületkomplexumába, a belvárosban található Trefort-kert egyik újonnan felújított épületébe telepítette át, így hosszú idő után újra egy helyen centralizálódott a területileg széttagolt kar. Felsőoktatási körökben tudományos munkássága mellett ismert hallgatóbarát törekvéseiről és az oktatási tárcával kialakított jó viszonyáról. Az ELTE anyagi problémákkal küzdő Bölcsészettudományi Kara 2010-ben a dékán közbenjárása nyomán kapott meg bizonyos eredetileg nem várt anyagi támogatásokat az Oktatási Szakállamtitkárságtól. A kar belföldi kapcsolatai mellett jelentős nemzetközi kapcsolatok kiépítésére is törekszik.
2015-ben leköszönt a dékáni pozícióból, utóda Borhy László akadémikus, a Régészettudományi Intézet igazgatója lett.

## Művei
- Dezső Tamás - John E. Curtis: Assyrian Iron Helmets from Nimrud, now in the British Museum, Iraq 53. (1991), 105-126.
- Oriental Influence in the Aegean and Eastern Mediterranean Helmet Traditions in the 9th – 7th Centuries B.C.: The Patterns of Orientalization, Oxford, 1998.
- Near Eastern Helmets of the Iron Age, Oxford, 2001.
- Reconstruction of the Assyrian Army of Sargon II (721—705 B.C.) Based on Nimrud Horse Lists, State Archives of Assyria Bulletin 15. (2006), 93-140.
- Šubria and the Assyrian Empire, Acta Antiqua Acad. Scient. Hung. 46. (2006), 33-38.
- The Reconstruction of the Neo-Assyrian Army (As depicted on the Assyrian palace reliefs, 745—612 BC), Acta Archaeologica Acad. Scient. Hung. 57. (2006), 87-130.
- Az asszír lovasság története, In: Ókor 2006/3-4., 62-70.
- Szimbólumok az asszír hadseregben, Kapitány, Á. – Kapitány, G., szerk., “Jelbeszéd az életünk”. A szimbolizáció története és kutatásának módszerei, Budapest, 1995., Osiris-Századvég, 303-328.
- Scale Armour of the 2nd Millennium B.C., Bács, T.A., ed., A Tribute to Excellence. Studies Offered in Honor of Ernő Gaál, Ulrich Luft, László Török, (Studia Egyptiaca XVII), Budapest, 2002., La Chaire d
- Asszír katonai hírszerzés, Horváth, L. – Laczkó, K. – Mayer, Gy. – Takács, L., eds., ΓENEΣIA. Tanulmányok Bollók János emlékére, Budapest, 2004., Typotex Kiadó, 321-350.
- Szerk.: Ókori és keleti művészet, Budapest, 2006
- 100 év után. Emlékkonferencia a Keleti Népek Ókori Története Tanszék alapításának 100. évfordulóján; szerk. Bács Tamás, Dezső Tamás, Niederreiter Zoltán; ELTE Eötvös, Bp., 2011 (Antiqua et orientalia)
- The Assyrian army; Eötvös University Press, Bp., 2012-
- Aegyptiaca et Assyriaca. Tanulmányok az Eötvös Loránd Tudományegyetem Ókortudományi Intézetéből; szerk. Bács Tamás, Dezső Tamás, Vér Ádám; ELTE Eötvös, Bp., 2015 (Antiqua et orientalia)